# Vivièrs (Ardecha)
Vivièrs (en francès Viviers) és un municipi francès situat al departament de l'Ardecha i a la regió d'Alvèrnia-Roine-Alps. L'any 2007 tenia 3.869 habitants.

## Demografia

### Població
El 2007 la població de fet de Viviers era de 3.869 persones. Hi havia 1.484 famílies de les quals 428 eren unipersonals (154 homes vivint sols i 274 dones vivint soles), 445 parelles sense fills, 478 parelles amb fills i 133 famílies monoparentals amb fills.
La població ha evolucionat segons el següent gràfic:
Habitants censats

### Habitatges
El 2007 hi havia 1.834 habitatges, 1.552 eren l'habitatge principal de la família, 62 eren segones residències i 221 estaven desocupats. 1.409 eren cases i 415 eren apartaments. Dels 1.552 habitatges principals, 1.047 estaven ocupats pels seus propietaris, 455 estaven llogats i ocupats pels llogaters i 49 estaven cedits a títol gratuït; 18 tenien una cambra, 137 en tenien dues, 268 en tenien tres, 504 en tenien quatre i 625 en tenien cinc o més. 1.017 habitatges disposaven pel capbaix d'una plaça de pàrquing. A 677 habitatges hi havia un automòbil i a 687 n'hi havia dos o més.

### Piràmide de població
La piràmide de població per edats i sexe el 2009 era:
| Homes | Edats   | Dones |
| ----- | ------- | ----- |
| 4     | 95 o +  | 0     |
| 8     | 90 a 94 | 40    |
| 36    | 85 a 89 | 64    |
| 32    | 80 a 84 | 36    |
| 32    | 75 a 79 | 88    |
| 96    | 70 a 74 | 100   |
| 72    | 65 a 69 | 100   |
| 96    | 60 a 64 | 76    |
| 84    | 55 a 59 | 96    |
| 104   | 50 a 54 | 120   |
| 152   | 45 a 49 | 100   |
| 136   | 40 a 44 | 136   |
| 144   | 35 a 39 | 116   |
| 72    | 30 a 34 | 124   |
| 100   | 25 a 29 | 100   |
| 112   | 20 a 24 | 72    |
| 136   | 15 a 19 | 96    |
| 108   | 10 a 14 | 104   |
| 132   | 5 a 9   | 84    |
| 88    | 0 a 4   | 72    |

## Economia
El 2007 la població en edat de treballar era de 2.392 persones, 1.674 eren actives i 718 eren inactives. De les 1.674 persones actives 1.443 estaven ocupades (809 homes i 634 dones) i 231 estaven aturades (102 homes i 129 dones). De les 718 persones inactives 222 estaven jubilades, 190 estaven estudiant i 306 estaven classificades com a «altres inactius».

### Ingressos
El 2009 a Viviers hi havia 1.522 unitats fiscals que integraven 3.722,5 persones, la mediana anual d'ingressos fiscals per persona era de 16.439 €.

### Activitats econòmiques
Dels 163 establiments que hi havia el 2007, 6 eren d'empreses alimentàries, 11 d'empreses de fabricació d'altres productes industrials, 30 d'empreses de construcció, 31 d'empreses de comerç i reparació d'automòbils, 3 d'empreses de transport, 18 d'empreses d'hostatgeria i restauració, 1 d'una empresa d'informació i comunicació, 4 d'empreses financeres, 7 d'empreses immobiliàries, 16 d'empreses de serveis, 25 d'entitats de l'administració pública i 11 d'empreses classificades com a «altres activitats de serveis».
Dels 62 establiments de servei als particulars que hi havia el 2009, 1 era una gendarmeria, 1 oficina de correu, 2 oficines bancàries, 1 funerària, 6 tallers de reparació d'automòbils i de material agrícola, 1 autoescola, 10 paletes, 3 guixaires pintors, 3 fusteries, 8 lampisteries, 3 electricistes, 5 perruqueries, 1 veterinari, 13 restaurants, 2 agències immobiliàries i 2 salons de bellesa.
Dels 14 establiments comercials que hi havia el 2009, 1 era una botiga de més de 120 m², 1 una botiga de menys de 120 m², 5 fleques, 2 carnisseries, 1 una llibreria, 1 una botiga de roba, 1 una botiga d'equipament de la llar, 1 una perfumeria i 1 una floristeria.
L'any 2000 a Viviers hi havia 42 explotacions agrícoles que ocupaven un total de 390 hectàrees.

## Equipaments sanitaris i escolars
El 2009 hi havia 1 un hospital de tractaments de llarga durada, 1 centre de salut, 1 farmàcia i 1 ambulància.
El 2009 hi havia 1 escola maternal i 3 escoles elementals.

## Poblacions més properes
El següent diagrama mostra les poblacions més properes.